# 비비언 수
비비안 수(언어 오류(tay): Bidai Syulan 비다이 슐란; 중국어: 徐若瑄, 병음: Xú Ruòxuān 쉬뤄쉬안[*], 한자음: 서약선, 영어: Vivian Hsu, 일본어: ビビアン・スー, 1975년 3월 19일 ~ )는 중화민국 타이중 출신의 가수 및 배우다. 1990년에 중화민국에서 여성 보컬 그룹인 소녀대(少女隊)의 멤버로서 데뷔한 후, 현재까지 가수, 배우, 방송인 등 다방면으로 활동 중이다. 주로 대만과 일본에서 활동하고 있지만 대한민국에서도 1990년대 중반 이후 노래, 드라마, 영화 등을 통해 알려지면서 온라인 중심의 팬층을 확보하고 있다. 한족과 타이완 원주민인 타이야족(泰雅族)의 혼혈이다.

## 개요
1990년에 아이돌 그룹 "소녀대"로 타이완 연예계에 데뷔했으며, 일본의 같은 그룹명인 소녀대와는 관련이 없다.

## 작품

### 영화
- 1997년: 정이건의 영웅 ... 소정 역
- 2002년: 엑시덴탈 스파이
- 2010년: 줄리엣의 선택 ... 줄리엣 역

### 애니메이션
- 2002년: 기동전사 건담 SEED